# Němčice (Zlín)
Němčice é uma comuna checa localizada na região de Zlín, distrito de Kroměříž.